# Cryptonanus guahybae
Gracilinanus guahybae és una subespècie de marsupial didelfimorf de la família dels didèlfids, pròpia del riu Guahyba (Rio Grande do Sul, Brasil).